# Campionato europeo maschile di pallavolo 1981
Il XII campionato europeo maschile di pallavolo si svolse a Burgas, Pazardžik e Varna, in Bulgaria, dal 19 al 27 settembre 1981. Al torneo parteciparono 12 squadre nazionali europee e la vittoria finale andò per l'ottava volta all'Unione Sovietica.

## Squadre partecipanti
| - Bulgaria - Cecoslovacchia - Finlandia - Francia - Germania Est - Germania Ovest | - Italia - Jugoslavia - Polonia - Romania - Spagna - Unione Sovietica |

## Gironi
| Gruppo A                                             | Gruppo B                             | Gruppo C                              |
| ---------------------------------------------------- | ------------------------------------ | ------------------------------------- |
| Francia Germania Est Germania Ovest Unione Sovietica | Cecoslovacchia Italia Spagna Polonia | Bulgaria Finlandia Jugoslavia Romania |

## Classifica finale
| Classifica | Squadre          | Qualificazione                                 |
| ---------- | ---------------- | ---------------------------------------------- |
|            | Unione Sovietica | Coppa del Mondo 1981 - Campionato europeo 1983 |
|            | Polonia          | Coppa del Mondo 1981 - Campionato europeo 1983 |
|            | Bulgaria         | Campionato europeo 1983                        |
| 4          | Cecoslovacchia   | Campionato europeo 1983                        |
| 5          | Romania          | Campionato europeo 1983                        |
| 6          | Germania Est     |                                                |
| 7          | Italia           |                                                |
| 8          | Francia          |                                                |
| 9          | Finlandia        |                                                |
| 10         | Jugoslavia       |                                                |
| 11         | Germania Ovest   |                                                |
| 12         | Spagna           |                                                |